# Lo esencial de El Tri 80
Lo esencial de El Tri 80 es un álbum recopilatorio de la banda mexicana de rock en español El Tri y fue lanzado al mercado en formato de disco compacto por WEA Latina en el año 2001.

## Contenido y publicación
Como su nombre lo menciona, este compilado numera todas las canciones de tres álbumes grabados de la década de los años 1980: Simplemente, Niño sin amor y En vivo: En la cárcel de Santa Martha, publicados en 1984, 1986 y 1989 respectivamente por la disquera WEA Latina.
El mismo día de la publicación de este álbum salió a la venta la segunda parte de este recopilatorio llamada Lo esencial de El Tri 90.

## Lista de canciones
| Disco uno: Niño sin amor |                                               |                |          |  |
| N.º                      | Título                                        | Escritor(es)   | Duración |  |
| 1.                       | «El rock nunca muere» (versión de Neil Young) | Neil Young     | 8:19     |  |
| 2.                       | «Otro pecado»                                 | Álex Lora      | 3:53     |  |
| 3.                       | «Déjalo sangrar»                              | Álex Lora      | 4:29     |  |
| 4.                       | «Qué tal ayer»                                | Álex Lora      | 3:37     |  |
| 5.                       | «El niño sin amor»                            | Álex Lora      | 3:06     |  |
| 6.                       | «Mujer diabólica»                             | Lora / Mancera | 3:46     |  |
| 7.                       | «No preguntes por qué»                        | Lora / Mancera | 3:56     |  |
| 8.                       | «Más allá del sol»                            | Lora / Mancera | 3:58     |  |
| 35:04                    |                                               |                |          |  |

| Disco dos: Simplemente |                            |                                     |          |  |
| N.º                    | Título                     | Escritor(es)                        | Duración |  |
| 1.                     | «Sópleme usted primero»    | Álex Lora / Sergio Mancera          | 4:25     |  |
| 2.                     | «San Juanico»              | Álex Lora                           | 5:15     |  |
| 3.                     | «Vicioso»                  | Lora / Mancera                      | 2:19     |  |
| 4.                     | «Juanita»                  | Lora / Mancera / Mariano Soto       | 3:50     |  |
| 5.                     | «Triste canción»           | Álex Lora                           | 5:25     |  |
| 6.                     | «Agua, mi niño (La curva)» | Lora / Mancera                      | 3:26     |  |
| 7.                     | «Violencia, sexo y drogas» | Lora / Guillermo Briseño            | 3:40     |  |
| 8.                     | «Metro Balderas»           | Lora / Rogrigo «Rockdrigo» González | 5:30     |  |
| 32:10                  |                            |                                     |          |  |

| Disco tres: En vivo: En la cárcel de Santa Martha |                                                                |                     |          |  |
| N.º                                               | Título                                                         | Escritor(es)        | Duración |  |
| 1.                                                | «Caseta de cobro - a. Introducción - b. Diálogo»               | Álex Lora           | 6:02     |  |
| 2.                                                | «Presta»                                                       | Álex Lora           | 3:34     |  |
| 3.                                                | «Cuando estoy con mis cuates»                                  | Álex Lora           | 4:14     |  |
| 4.                                                | «Apriétame»                                                    | Álex Lora           | 6:00     |  |
| 5.                                                | «Mente rockera - a. Diálogo»                                   | Álex Lora           | 6:29     |  |
| 6.                                                | «Pobres de los niños - a. Diálogo»                             | Álex Lora           | 3:41     |  |
| 7.                                                | «A.D.O. - a. Diálogo»                                          | Álex Lora           | 6:30     |  |
| 8.                                                | «El niño sin amor - a. Diálogo»                                | Álex Lora           | 2:51     |  |
| 9.                                                | «Otra oportunidad»                                             | Álex Lora           | 3:46     |  |
| 10.                                               | «Seguro de vida»                                               | Lora / Horacio Reni | 5:52     |  |
| 11.                                               | «Santa Martha - a. Diálogo»                                    | Álex Lora           | 8:29     |  |
| 12.                                               | «Triste canción - a. Renuncio - b. Diálogo - c. Oye cantinero» | Álex Lora           | 14:23    |  |
| 1:12:59                                           |                                                                |                     |          |  |

## Créditos
- Álex Lora — voz, guitarra (en el tercer disco) y bajo (en los discos uno y dos).
- Rafael Salgado — armónica.
- Sergio Mancera — guitarra.
- Rubén Soriano — bajo (en el disco tres).
- Mariano Soto — batería (en los discos uno y dos).
- Pedro Martínez — batería (en el disco tres).
- Arturo Labastida — saxofón (en los discos uno y dos).